# Zarzecze (powiat chełmski)
Zarzecze – wieś w Polsce położona w województwie lubelskim, w powiecie chełmskim, w gminie Chełm.
| SIMC    | Nazwa   | Rodzaj    |
| ------- | ------- | --------- |
| 0101830 | Hołówka | część wsi |

W latach 1975–1998 miejscowość należała administracyjnie do województwa chełmskiego. 
Wieś stanowi sołectwo gminy Chełm. Według Narodowego Spisu Powszechnego (III 2011 r.) liczyła 46 mieszkańców i była 39. co do wielkości miejscowością gminy.
Wierni Kościoła rzymskokatolickiego należą do parafii św. Rocha w Czułczycach.

## Historia
Zarzecze alias Zarzyce  opisano w słowniku jako wieś i  osadę młynarską w ówczesnym powiecie chełmskim, gminie Staw, parafii Czułczyce. Wieś i osada wchodziły w skład  dóbr Czułczyce. Według spisu z roku 1827 było tu 12 domów i 68 mieszkańców.